# أليكس سيلفا أوليفيرا
اليكس سيلفا اوليفيرا (27 ديسمبر 1981 بكتاندوفا في البرازيل - ) هو لاعب كرة قدم برازيلي في مركز الدفاع. لعب مع نادي بارانا ونادي راندرس ونادي فاسكو دا غاما ونادي فيبورج.